# Yeghrduti Vank
Koordinaten: 38° 45′ 2,8″ N, 41° 20′ 26,1″ O
Yeghrduti Vank (armenisch Եղրդուտի վանք), „Jeghrdut-Kloster“, war ein mittelalterliches Kloster der Armenisch-Apostolischen Kirche in der osttürkischen Provinz Muş. Das Kloster stand während seiner gesamten Geschichte, die nach der Legende bis in frühchristliche Zeit zurückreichte, im Schatten des wenige Kilometer entfernt gelegenen Klosters und bedeutenden Pilgerzentrums Surb Karapet. Yeghrduti Vank existierte noch Mitte des 19. Jahrhunderts und wurde spätestens bei den Vertreibungen der Armenier um 1915 verlassen. Die Ruine ist heute in der Region unter dem kurdischen Namen Dera Sor („Rote Kirche“) bekannt.

## Lage
Yeghrduti Vank lag etwa 20 Kilometer westlich der Stadt Muş in einem mit Gras bewachsenen Berggebiet am hinteren Ende eines Hochtals. Das weite Talende ist auf drei Seiten von mit Nadelwald bestandenen Hügeln umgeben und öffnet sich nach Nordosten zur Ebene des Murat, der in westlicher Richtung dem Euphrat zufließt. Das nächste Dorf Kızılağaç liegt rund drei Kilometer nordwestlich an den Ausläufern der Berge. Weiter nördlich, jenseits des Murat, befand sich das Kloster Surb Karapet, das vom hiesigen Kloster zu sehen war wie auch im Osten der von den Armeniern Masis genannte Süphan Dağı. Ein weiteres Kloster in der Umgebung von Muş war das Apostelkloster (Surb Arakelots) vier Kilometer südlich der Stadt.
Die Gegend gehörte zum ehemaligen armenischen Kanton Taron, der Teil der historischen armenischen Provinz Turuberan war. Die fruchtbaren Böden und die zahlreichen Nebenflüsse des Murat boten seit alter Zeit gute Siedlungsmöglichkeiten und erklären die vielen hier gebauten Kultorte. Taron ist darüber hinaus für die Armenier von religionsgeschichtlicher Bedeutung, weil in Aschtischat, dem Ort des späteren Klosters Surb Karapet, laut dem armenischen Geschichtsschreiber mit dem griechischen Namen Agathangelos der heilige Gregor Anfang des 4. Jahrhunderts auf dem Weg nach Ostarmenien die erste Kirche gegründet haben soll. Die älteste der unter dem Namen Agathangelos („Träger guter Neuigkeiten“) überlieferte Textvariante stammt aus den 560er Jahren. Der armenisch schreibende Agathangelos bezeichnet sich als Augenzeuge der Mission Gregors, was nicht stimmen kann, weil die armenische Schrift erst Anfang des 5. Jahrhunderts eingeführt wurde. Dennoch gilt als wahrscheinlich, dass der an der Stelle eines zoroastrischen Tempels gegründete heilige Ort Aschtischat das erste religiöse Zentrum der Armenier vor Etschmiadsin war.

## Geschichte und Legenden
Um die Mutterkirche von Aschtischat wurden später in Taron weitere Kirchen gegründet. Legenden, die von mittelalterlichen armenischen Geschichtsschreibern tradiert wurden, wonach zur Zeit Gregors in Taron oder anderswo auf armenischem Gebiet Klöster errichtet worden seien, halten einer historischen oder archäologischen Überprüfung nicht stand. Gesicherte Hinweise auf Klöster in vorarabischer Zeit (vor dem 7. Jahrhundert) sind nicht bekannt. Dies stellt auch die angeblich frühe Gründung des berühmten Karapet-Klosters in Frage.
Für Surb Karapet und Yeghrduti Vank, die wegen ihrer Lage nahe Aschtischat mit dem heiligen Gregor in Verbindung gebracht wurden, erschien eine legendäre Anbindung an die ersten christlichen Apostel erforderlich, die allgemein zur Rechtfertigung der in frühchristlicher Zeit erfolgten Abgrenzung der armenischen von der byzantinischen Kirche vorgebracht wird. Karl Koch erfuhr auf seiner Orientreise 1843/44, dass in den beiden Klöstern Gebeine Johannes des Täufers aufbewahrt werden. Sie seien im 1. Jahrhundert nach Ephesos gelangt und wegen der Christenverfolgung unter dem römischen Kaiser Decius im Jahr 251 nach Caesarea in Kappadokien (heute Kayseri) gebracht worden. Von dort habe sie der heilige Gregor empfangen und auf dem Gebiet seiner ersten Mission verteilt. Neben Surb Karapet sei Yeghrduti Vank in den Besitz eines kleineren Teils der Gebeine gelangt. So habe das Kloster den Namen Surb Hovhannes Vank („Johanneskloster“) sowie die Beinamen Manra Vank („Ort der Kleinigkeiten“, sprich: der kleinen Gebeine), Madre Vank („Ort des kleinen Fingers“) und Madra Vank („Kapellenort“) erhalten.
Die Blütezeit von Taron, ab welcher der Ausbau der Klöster stattfand, begann Ende des 10. Jahrhunderts, als die Fürsten der Mamikonian-Dynastie in der Provinz die Macht übernahmen, und erreichte wie in Ostarmenien ihren Höhepunkt im 12. Jahrhundert. Das Kloster bestand aus der Hauptkirche Surb Hovhannes, die in einem ummauerten Hof lag, sowie sakralen und weltlichen Nebengebäuden. Ferner wird von einer Arcvaber (Ardzvaper) genannten Kapelle berichtet, deren Namen besagt, dass die im Kloster aufbewahrte Handschrift eines Evangeliars von einem Adler gebracht wurde. Einige weitere Legenden ranken sich um die Entstehung des Klosters und dessen Bedeutung im Mittelalter. Als Karl Koch im Oktober 1843 auf dem Weg von Surb Karapet nach Muş am Kloster vorbeiritt, fand er es noch bewohnt, jedoch von Kurden bedrängt, die in der Gegend siedelten, und ein nahegelegenes christliches Dorf namens „Khardsor“ von seinen Einwohnern weitgehend verlassen. An der Stelle des Klosters blieben Reste eines Gebäudes mit einer gut 60 Meter langen Außenmauer erhalten.